# 森澤広明
森澤 広明（もりさわ ひろあき、1954年〈昭和29年〉10月25日 - ）は、日本のテレビプロデューサー。日本映像事業協会元会長。
日本映像学会会員
世田谷西リトルシニア会長

## 経歴
高知県高知市出身。日本大学芸術学部を1979年（昭和54年）4月に卒業。
在学中からテレビ番組制作会社でテレビディレクターを務め、1983年（昭和58年）4月にテレビ番組制作会社・株式会社ウッド・オフィスを東京都港区南青山に設立。代表取締役に就任。以後もプロデューサーとして数々の番組に携わる。
1987年（昭和62年）12月、ポストプロダクション・株式会社麻布プラザを東京都港区麻布十番に設立。代表取締役に就任する。
1989年（平成元年）4月、放送機材レンタル・株式会社麻布リースを東京都港区東麻布に設立。代表取締役に就任する。
（2011年（平成23年）3月にクリエイティヴ・コア株式会社を傘下に収め統合する）
1994年（平成6年）10月、日本映像事業協同組合（現・日本映像事業協会）の副会長に就任。2017年（平成28年）5月、会長に就任。
2009年（平成21年）8月、ウッドオフィスグループを再編。ウッドオフィスを持株会社WACホールディング株式会社とし、映像制作部門をウッドオフィス株式会社として分社化（東京都港区新橋）。代表取締役に就任する。